# Представителна власт
Представителна власт е законна възможност на едно лице да бъде представлявано от друго, да извършва или приема действия от негово име и за негова сметка. Представителната власт може да изхожда от самия закон или да бъде породена по силата на договор.
- законна представителна власт – в закона изрично са изброени случаите в които тя е приложима, а представители са родителите, настойниците, попечителите на недееспособни лица (малолетни, непълнолетни, запретени). Представителната власт на законния представител не зависи от волята на представлявания, а произтича от закона и е правно наложителна.
- договорна представителна власт е властта, с която представляваният упълномощава своя пълномощник. Тя е доброволна, нейното учредяване, съдържание и прекратяване зависят от волята на представлявания.